# Gabrielle Wittkop
Gabrielle Wittkop, geboren als Gabrielle Ménardeau (Nantes, 27 mei 1920 - Frankfurt am Main, 22 december 2002) was een Franse schrijfster, journaliste en  essayist.

## Biografie
Gabrielle Ménardeau ontmoette tijdens de Tweede Wereldoorlog in het bezette Parijs de homoseksuele nazideserteur Justus Franz Wittkop, die twintig jaar ouder was dan zij. Ze trouwde met hem en verhuisde in 1946 naar Duitsland. Ze woonden eerst in Bad Homburg en verhuisden daarna naar Frankfurt am Main, waar Wittkop leefde tot aan haar dood. In 1972 publiceerde ze haar eerste roman Le Nécrophile, die wegens het onderwerp heel wat controverse teweegbracht. Haar romans waren onder andere geïnspireerd door haar literaire voorbeeld Marquis de Sade. Ze werkte ook als vertaalster en publiceerde als journaliste in verschillende kranten waaronder de Frankfurter Allgemeine Zeitung. Haar man pleegde zelfmoord in 1986 nadat bij hem de ziekte van Parkinson was vastgesteld. Gabrielle Wittkop kreeg longkanker en besloot op 82-jarige leeftijd uit het leven te stappen.